# Yangwang U9
L'U9  est une supercar électrique développée par le constructeur automobile chinois Yangwang, filiale du groupe BYD, à partir de 2024.

## Présentation
La Yangwang U9 est présentée le 6 avril 2023 et commercialisée en Chine à partir du 25 février 2024.

## Caractéristiques techniques

### Motorisations
L'U9 dispose de quatre moteurs électriques, de chacun 240 kW et 420 N m de couple, ce qui lui donne une puissance cumulée de plus de 1 000 ch.

### Batterie
La Yangwang U9 possède une batterie LFP conçue par FinDreams, filiale de BYD, d'une capacité de 135,5 kWh lui procurant une autonomie théorique de 700 km selon le cycle d'homologation chinois (CLTC).